# Psilotum complanatum
Psilotum complanatum (lat. Psilotum), vrsta paprati iz porodice Psilotaceae. raširena je od Meksika do tropske Amerike, po tropskoj Aziji, Oceaniji i sjeveroistočnoj Australiji.

## Oblik rasta
Epifitska paprat s visećim habitusom rasta, puzavim rizomima širokim oko 0,5 - 1,5 mm.

## Lišće
Lišće smanjeno na male listove nalik ljuskama.

## Stabljike
Stabljike su zračne, zelene, razgranate od baze, spljoštene i s izraženom središnjom žilom, mjere 20 - 100 cm duge.

## Sinonimi
- Bernhardia complanata (Sw.) Willd.; Sp. Pl. 5: 57 (1810)
- Psilotum complanatum var. flaccidum (Wall. ex Hook. & Grev.) Domin; Luerss., Biblioth. Bot. 85: 234 (1913)
- Psilotum complanatum var. latissimum Spring; Mém. Acad. Roy. Soc. Bruxelles 24: 271 (1849)
- Psilotum complanatum var. mexicanum Domin; Biblioth. Bot. 20: 234 (1915)
- Psilotum flaccidum Wall.; Numer. List no. 45 (1829), nomen
- Psilotum flaccidum Wall. ex Hook. & Grev.; Bot. Misc. 2(pt. 6): 363 (1831)
- Psilotum triquetrum var. complanatum (Sw.) Christ; (1897)